# Stade de Genève
Das Stade de Genève (auch als Stade de la Praille bekannt) ist ein Fussballstadion im Schweizer Kanton Genf und befindet sich auf dem Gemeindegebiet von Lancy im Quartier La Praille auf dem ehemaligen Areal des dortigen Schlachthofes. Es ist das Heimstadion des Fussballclubs Servette FC. 

## Geschichte
Eingeweiht wurde das Stadion am 16. März 2003 mit dem Spiel Servette gegen Young Boys (1:1) vor 30'000 Besuchern. Die offizielle Eröffnung fand am 30. April 2003 mit einem Länderspiel zwischen der Schweiz und Italien statt, welches die Schweizer mit 1:2 verloren.
Zudem haben drei Partien der Fussball-Europameisterschaft 2008 im Stadion stattgefunden. Da Servette eine relativ kleine Fangemeinde hat, ist die Anlage nur bei Länderspielen ausverkauft.
Am 11. Januar 2014 fand im Stadion auch ein Eishockeyspiel statt. Dabei spielten im sogenannten NLA Winter Classic der Genève-Servette HC und der HC Lausanne vor 30'000 Zuschauern unter freiem Himmel gegeneinander. Darüber hinaus wurde das Stadion für Rugbyspiele genutzt. Die Partie des Heineken Cup 2006/07 zwischen CS Bourgoin-Jallieu aus Frankreich gegen den irischen Munster Rugby (27:30) fand in Lancy statt.
Am 31. Juli 2019 fand dort ein Testspiel zwischen dem FC Liverpool und Olympique Lyon statt.

## Bauwerk
Das Stadion hat 30'084 Sitzplätze, einschliesslich 29 Logen für 10 bis 40 Personen, und ist das Heimstadion des Super-League-Klubs Servette FC; der Klub spielte zuvor im Stade des Charmilles. Auf der Pressetribüne stehen den Journalisten 200 Plätze zur Verfügung. Der V.I.P.-Bereich ist mit 1228 Business-Seats ausgestattet.

## Länderspiele

### Spiele der Fussball-EM 2008 in Lancy (Genf)
- 07. Juni 2008, Gruppe A:  Portugal –  Türkei 2:0 (Zuschauer: 29'106)[8]
- 11. Juni 2008, Gruppe A:  Tschechien –  Portugal 1:3 (Zuschauer: 29'106)[9]
- 15. Juni 2008, Gruppe A:  Türkei –  Tschechien 3:2 (Zuschauer: 29'106)[10]

### Spiele der Schweizer Fussballnationalmannschaft in Lancy
Seit der Eröffnung trug die Schweizer Fussballnationalmannschaft der Männer bisher 22 Partien im Stade de Genève aus. (FS = Freundschaftsspiel, Q = Qualifikation)
- 30. Apr. 2003:  Schweiz –  Italien 1:2 (FS, Zuschauer: 30'000)[11]
- 11. Juni 2003:  Schweiz –  Albanien 3:2 (EM-Q 2004, Zuschauer: 26'000)[12]
- 20. Aug. 2003:  Schweiz –  Frankreich 0:2 (FS, Zuschauer: 30'000)[13]
- 28. Apr. 2004:  Schweiz –  Slowenien 2:1 (FS, Zuschauer: 7500)[14]
- 31. Mai 2006:  Schweiz –  Italien 1:1 (FS, Zuschauer: 30'000)[15]
- 06. Sep. 2006:  Schweiz –  Costa Rica 2:0 (FS, Zuschauer: 12'000)[16]
- 22. Aug. 2007:  Schweiz –  Niederlande 2:1 (FS, Zuschauer: 24'000)[17]
- 20. Aug. 2008:  Schweiz –  Zypern 4:1 (FS, Zuschauer: 14'500)[18]
- 11. Feb. 2009:  Schweiz –  Bulgarien 1:1 (FS, Zuschauer: 9500)[19]
- 01. Apr. 2009:  Schweiz –  Moldau 2:0 (WM-Q 2010, Zuschauer: 20'100)[20]
- 14. Nov. 2009:  Schweiz –  Norwegen 0:1 (FS, Zuschauer: 16'000)[21]
- 05. Juni 2010:  Schweiz –  Italien 1:1 (FS, Zuschauer: 30'000)[22]
- 17. Nov. 2010:  Schweiz –  Ukraine 2:2 (FS, Zuschauer: 11'100)[23]
- 08. Juni 2013:  Schweiz –  Zypern 1:0 (WM-Q 2014, Zuschauer: 16'900)[24]
- 28. Mai 2016:  Schweiz –  Belgien 1:2 (FS, Zuschauer: 20'000)[25]
- 25. Mär. 2017:  Schweiz –  Lettland 1:0 (WM-Q 2018, Zuschauer: 25'000)[26]
- 15. Okt. 2019:  Schweiz –  Irland 2:0 (EM-Q 2021, Zuschauer: 24'766)[27]
- 09. Okt. 2021:  Schweiz –  Nordirland 2:0 (WM-Q 2022, Zuschauer: 19'129)[28]
- 08. Juni 2022:  Schweiz –  Spanien 0:1 (UEFA NL 2022/23, Zuschauer: 25'875)
- 12. Juni 2022:  Schweiz –  Portugal 1:0 (UEFA NL 2022/23, Zuschauer: 26'300)[29]
- 28. Mär. 2023:  Schweiz –  Israel 3:0 (EM-Q 2024, Zuschauer: 14'819)[30]
- 18. Nov. 2023:  Schweiz –  Kosovo 1:1 (EM-Q 2024, Zuschauer: 33'000)[31]

### Weitere Spiele
Neben den Begegnungen der Schweizer Nationalmannschaft fanden weitere Freundschaftsländerspiele im Stade de Genève statt.
- 12. Nov. 2005:  England –  Argentinien 3:2 (Zuschauer: 29'000)[32]
- 16. Nov. 2005:  Italien –  Elfenbeinküste 1:1 (Zuschauer: 15'000)[33]
- 04. Juni 2006:  Brasilien –  Neuseeland 4:0 (Zuschauer: 32'000)[34]
- 07. Juni 2006:  Spanien –  Kroatien 2:1 (Zuschauer: 15'000)[35]
- 02. Sep. 2006:  Österreich –  Costa Rica 2:2 (Zuschauer: 300)[36]
- 09. Feb. 2011:  Argentinien –  Portugal 2:1 (Zuschauer: 30'000)[37]
- 10. Aug. 2011:  Elfenbeinküste –  Israel 4:3 (Zuschauer: 2000)[38]
- 14. Nov. 2012:  Albanien –  Kamerun 0:0 (Zuschauer: ?)[39]
- 21. Mär. 2013:  Italien –  Brasilien 2:2 (Zuschauer: 29'700)[40]
- 10. Juni 2013:  Kroatien –  Portugal 1:0 (Zuschauer: 13'334)[41]
- 10. Sep. 2013:  Spanien –  Chile 2:2 (Zuschauer: 15'635)[42]
- 25. Mai 2014:  Kosovo –  Senegal 1:3 (Zuschauer: 13'143)[43]
- 04. Juni 2014:  Algerien –  Rumänien 2:1 (Zuschauer: 20'000)[44]
- 16. Juni 2015:  Italien –  Portugal 0:1 (Zuschauer: 18'024)[45]
- 26. Mär. 2018:  Portugal –  Niederlande 0:3 (Zuschauer: 20'000)[46]
- 31. Mai 2018:  Marokko –  Ukraine 0:0 (Zuschauer: 8000)[47]
- 01. Juni 2018:  Tunesien –  Türkei 2:2 (Zuschauer: 12'000)[48]
- 04. Juni 2018:  Marokko –  Slowakei 2:1 (Zuschauer: 7000)[49]

## Galerie

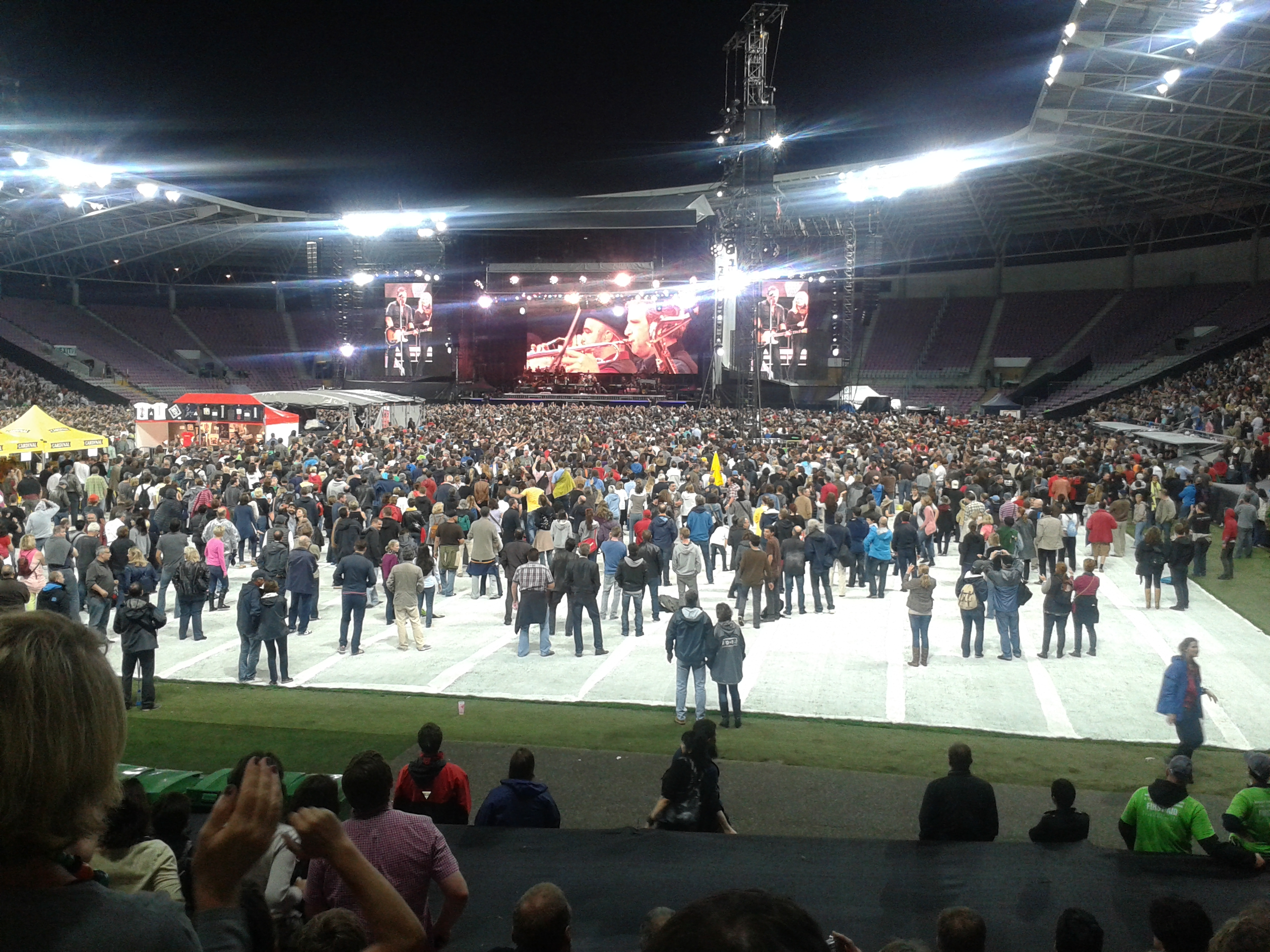
Konzert von Bruce Springsteen im Stade de Genève im Juli 2013
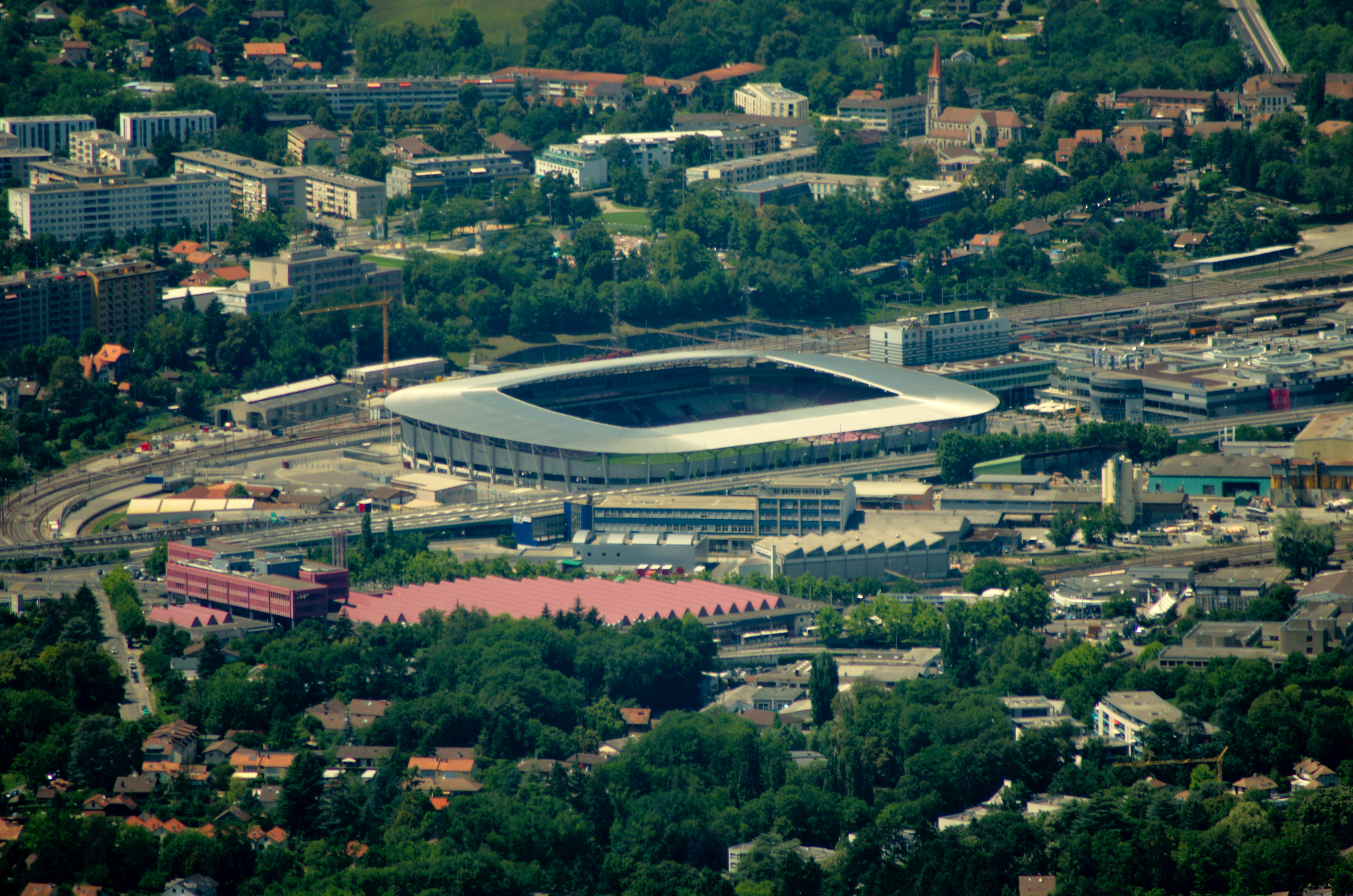
Blick vom Mont Salève auf das Stadion (Juli 2011)
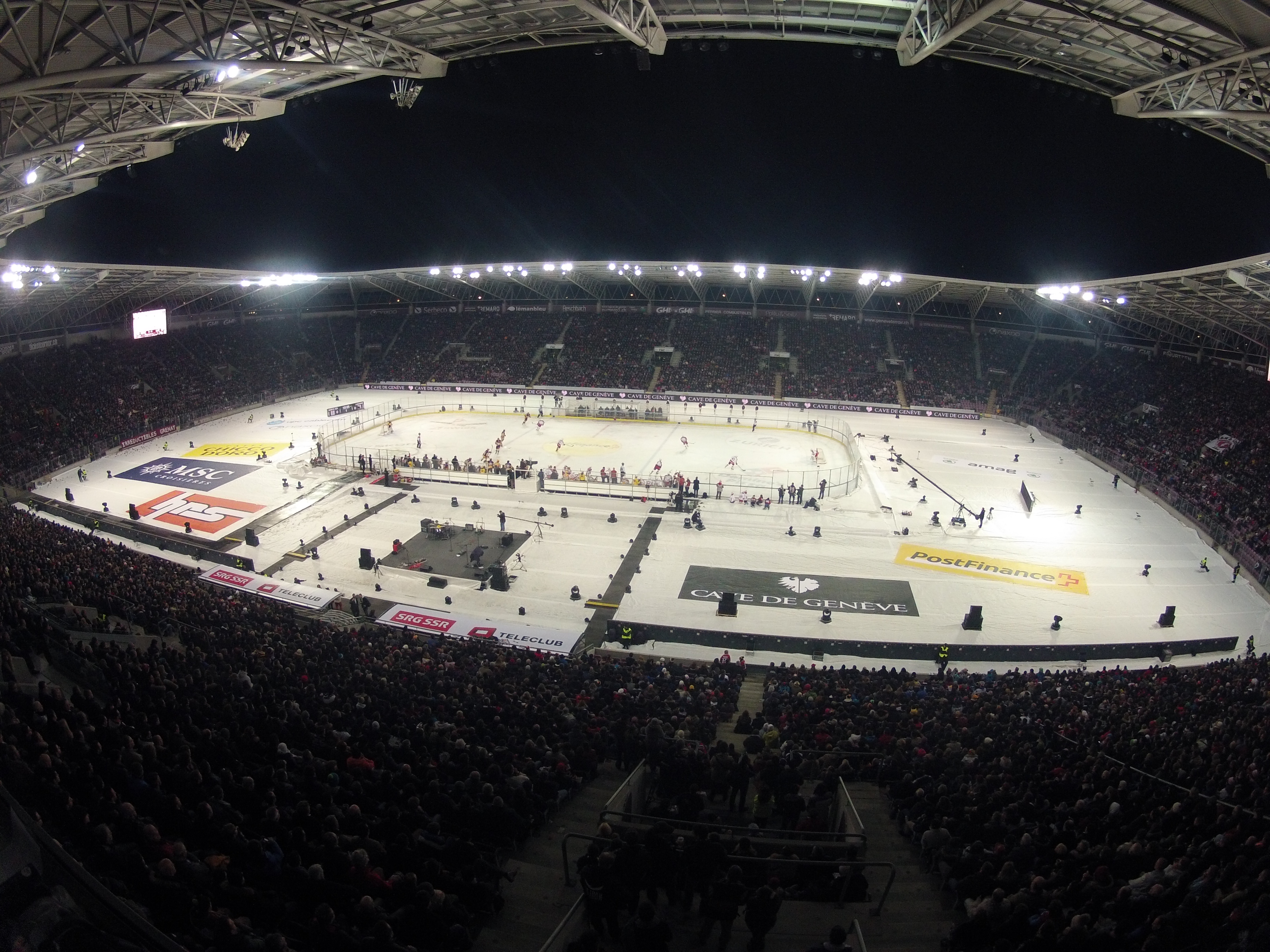
NLA Winter Classic 2014